# Dominik Malukiewicz
Dominik Malukiewicz (ur. 1782, zm. 5 czerwca 1860 w Łowiczu) – polski urzędnik, prezydent Częstochowy (1847−1849) i prezydent Łowicza (1849−1860).

## Życiorys
Urodził się w 1782 r. na Grodzieńszczyźnie w zubożałej rodzinie szlacheckiej.
Od 1813 r. był registratorem w warszawskim zarządzie policji. Dwa lata później został za wzorową służbę awansowany na sekretarza gubernialnego, a w 1817 r. skierowano go do kancelarii prokuratora guberni grodzieńskiej, skąd po trzech latach awansowany został na prokuratora powiatu prużańskiego i pełnił tę funkcję ponad 10 lat. W 1832 r. poprosił o zwolnienie ze służby i przyjął posadę asystenta komisarza policji w jednym z cyrkułów Warszawy, a sześć lat później przeniósł się do biura magistratu w tym samym mieście.
W 1846 r. został kasjerem stacji Drogi Żelaznej Warszawsko-Wiedeńskiej w Częstochowie, a rok później objął stanowisko prezydenta tego miasta. W 1849 r. został przeniesiony na stanowisko prezydenta Łowicza, które objął 6 maja. Jednocześnie namiestnik Królestwa Polskiego, książę Michaił Gorczakow, mianował jego następcą w Częstochowie dotychczasowego prezydenta Łowicza, Waleriana Grochowskiego. Okres rządów Malukiewicza był dla Łowicza czasem rozwoju, głównie dzięki otwarciu w 1845 r. połączenia kolejowego ze Skierniewicami.
Dominik Malukiewicz zmarł 5 czerwca 1860 roku i pochowany został na cmentarzu kolegiackim w Łowiczu.
Żonaty, miał czworo dzieci. Prowadził skromne życie. Po jego śmierci przeprowadzono licytację majątku który pozostawił i w jej wyniku, po potrąceniu kosztów licytacji, uzyskano kwotę 22 rubli i 95 kopiejek.